# Tiimanni
Tiimanni är en ö i Finland. Den ligger i Ijo älv och i kommunen Ijo i den ekonomiska regionen  Oulunkaari  och landskapet Norra Österbotten, i den centrala delen av landet, 600 km norr om huvudstaden Helsingfors. Öns area är 2,3 hektar och dess största längd är 330 meter i öst-västlig riktning.